# 美利堅聯盟國司法部長
美利堅聯盟國司法部長（英語：Confederate States Attorney General），又譯美利堅聯盟國總檢察長，簡稱聯盟國總檢察長、邦聯總檢察長，或者稱為聯盟國司法部長、邦聯司法部長，是美利堅聯盟國內閣成員。司法部長是根據設立司法部的法規設立的。根據制定的法規，“司法部長有責任在最高法院起訴和審理涉及邦聯各州的所有訴訟，並就法律問題提出建議和意見，當聯盟國總統要求時，或當任何部門負責人要求時，涉及任何可能涉及其部門的問題。” 在這方面，職責與合眾國司法部長相同。但除此之外，還“對聯邦各州所有法院的元帥、書記員和官員的賬目以及針對聯邦各州的所有索賠擁有監督權”。由於白人至上主義者“強烈反對”可以廢除奴隸制聯邦法院，最高法院從未成立。
儘管合眾國通過1789年司法法設立了司法部，但該法案設立的聯盟國司法部早於合眾國司法部成立近十年，使其成為較早成立的司法部。司法機構不在合眾國，也未能設立最高法院
從1861年美利堅聯盟國成立到1865年滅亡，共有四位司法部長：猶大·本傑明、托馬斯·布拉格、托馬斯·瓦茨和喬治·戴維斯。在司法部長缺席期間，助理司法部長韋德·基思擔任代理司法部長。總檢察長總共起草了218項意見，總結了盟軍總統及其內閣成員的想法。大多數意見是應陸軍部、財政部和海軍部的要求編寫的，其中大多數涉及事態和內戰的成本。
邦聯憲法規定設立最高法院，賦予其類似於合眾國最高法院的權力。然而，由於設立國家法院的法案被議會否決，最高法院實際上無法設立。因此，司法部長經常被要求作為司法機構代替最高法院做出判決，有時還被要求解釋國會頒布的法律。

## 列表
| # | 图片 | 名稱                                    | 開始           | 結束           | 政黨   |
| - | ---- | --------------------------------------- | -------------- | -------------- | ------ |
| 1 |      | 猶大·班傑明                             | 1861年2月21日  | 1861年9月17日  | 民主党 |
|   |      | 韋德·凱斯 (Assistant Attorney General)  | 1861年9月17日  | 1861年11月21日 | 民主党 |
| 2 |      | 托馬斯·布拉格                           | 1861年11月21日 | 1862年3月18日  | 民主党 |
| 3 |      | 托馬斯·H·瓦茨                           | 1862年3月18日  | 1863年10月1日  | 民主党 |
|   |      | 韋德·凱斯 (Attorney General ad interim) | 1863年10月1日  | 1864年1月2日   | 民主党 |
| 4 |      | 喬治·戴維斯                             | 1864年1月2日   | 1865年4月24日  | 民主党 |

## 外部連結
- Political Graveyard （页面存档备份，存于）